# Anton Lucas
Antonius Martinus "Anton" Lucas (Haarlem, 11 oktober 1892 - Rhenen, 7 maart 1975) was een Nederlands econoom en politicus en zat namens de KVP tussen 1946 en 1966 in de Tweede Kamer.

## Biografie
Anton Lucas werd in in Haarlem geboren als de zoon van Jan Willem Lucas en Elisabeth Maria Beekelaar. Hij studeerde aan de Nederlandse Handelshogeschool waar hij in 1936 promoveerde. Vervolgens werd hij docent handelswetenschappen aan de Hogereburgerschool. Lucas bleef dit werk tot 1957 doen. Hij was enige tijd voorzitter van de Rotterdamse afdeling van de RKSP. Vanaf 4 juni 1946 zat hij in de Tweede Kamer namens de KVP. Gedurende zijn twintig jaar in de kamer was hij de financiële woordvoerder van de partij bij de Algemene Beschouwingen.
Met zijn amendement op de belastingvoorstellen van minister Henk Hofstra op 11 december 1958 stortte hij het kabinet-Drees III in een kabinetscrisis wat resulteerde in hun ontslagaanvraag. Op 30 september 1966 trok hij zich terug uit de politiek en overleed negen jaar later in Rhenen.